# بدیهوشس
بدیهوشس (به چکی: Bedihošť) یک منطقهٔ مسکونی در جمهوری چک است که در ناحیه پروستییوو واقع شده‌است.
 بدیهوشس ۶٫۴۶ کیلومتر مربع مساحت و ۱٬۰۳۱ نفر جمعیت دارد و ۲۰۹ متر بالاتر از سطح دریا واقع شده‌است.